# Andreas Neitzel
Andreas Neitzel (* 14. Februar 1964 in Berlin) ist ein ehemaliger deutscher Handballspieler.
Der 1,86 Meter große Kreisläufer spielte für den SC Dynamo Berlin (und den Nachfolgeverein Preußen Berlin), 1991 wechselte er zum Bundesligisten VfL Fredenbeck. Mit dem VfL trat er bis 1994 in der höchsten deutschen Spielklasse an, von 1994 bis 1996 dann in der 2. Bundesliga. Neitzel gehörte dann noch in der Saison 1997/98 zum Zweitligaaufgebot des VfL. Später spielte er für den TV Schiffdorf.
Im Aufgebot der Männer-Handballnationalmannschaft der DDR spielte Andreas Neitzel bei den Olympischen Spielen 1988, wo er in drei Spielen für die Mannschaft auflief und vier Tore erzielte.